# 本町 (郡山市)
本町（もとまち）は、福島県郡山市に所在する町丁である。郵便番号は963-8871。

## 地理
郡山市役所本庁所管地域である市街中心部に属する。北で中町、駅前、東で線路用地に残された字（兵庫田、晴門田、古舘町、古舘、八ツ橋、境橋、北田）を挟み方八町、松木町、菱田町、小原田、南で図景、西で栄町、堤下町、堂前町、とそれぞれ隣接する。JR郡山駅西口市街地にあり、住居表示が実施されている。郡山駅西口駅前南側に位置し、JR東北本線から旧国道4号（福島県道17号郡山停車場線）にかけてを範囲とする。幹線道路沿いに店舗や事務所があるほかは住宅地が広がる。堤下町に所在する郡山警察署古舘交番、および堂前町に所在する郡山消防署本署がそれぞれ管轄にあたる。

## 世帯数と人口
2024年1月1日現在の世帯数と人口は以下の通りである。
| 町丁 | 世帯数  | 人口    |
| ---- | ------- | ------- |
| 本町 | 999世帯 | 1,675人 |

## 小・中学校の学区
市立小・中学校に通う場合、学区は以下の通りとなる。
| 番地              | 小学校             | 中学校                 |
| ----------------- | ------------------ | ---------------------- |
| 下記を除く全域    | 郡山市立橘小学校   | 郡山市立郡山第三中学校 |
| 一丁目2・14～17番 | 郡山市立金透小学校 | 郡山市立郡山第二中学校 |

## 交通

### 鉄道
- JR東日本東北本線

※鉄道施設類は東隣の兵庫田や古舘町など字に位置する。

### 道路
- 福島県道17号郡山停車場線（旧国道4号昭和通り）
- 福島県道355号須賀川二本松線（旧奥州街道）
- 一級市道31号大町大槻線
- 一級市道32号本町開成線（文化通り）

## 施設等
- 橘地域公民館
- 福島県看護協会会館
- 菊池病院
- 古川産婦人科
- 足利銀行 郡山支店
- 須賀川信用金庫 郡山支店
- 東横イン 郡山
- 日新火災海上保険 郡山サービス支店
- 大樹生命保険 郡山営業部
- 大東建託 郡山支店
- 東北電力ネットワーク 郡山駅前変電所